# ناخارار
ناخارار(به ارمنی: նախարար) لقبی بوده‌است ارثی، ویژهٔ اشراف ارمنستان در دوران باستان و سده‌های میانه. ناخارار ریشه در واژهٔ پارتی نَخْوَدار دارد و به معنای نگاه‌دارندهٔ برتری است.
در زبان ارمنی به بزرگان و نجبای ارمنی ناخارار می‌گفتند.
دودمان‌هایی که عنوان ناخارار داشتند در ارمنستان در بخش‌هایی کوچک فرمانروا بودند. این فرمانروایی به گونهٔ ارثی منتقل می‌شد و اگر ناخاراری می‌مرد و جانشینی نداشت ناخارار از شاخهٔ دیگر که بستگی‌ای با آن فرمانروا داشت بر قلمرواش فرمانروا می‌گشت. در میان ناخارارها پیوند زناشویی با خویشان رواج داشت. همچنین هر ناخارار برای پدافند از سرزمین خود سپاهی هم داشت.
پیشینهٔ ناخارارها هم به احتمال به روزگار اشکانیان و پیش از مسیحی شدن ارمنستان بازمی‌گردد. سامانهٔ فرمانروایی ناخارارها بر ارمنستان پس از گرویدن ارمنیان به مسیحیت نیز پایدار ماند تا زمانی که دورهٔ مرزبانی ارمنستان آغاز شد و یک مرزبان جنگ‌سالار از سوی ساسانیان برای فرمانروایی به این سرزمین گسیل می‌شد و نقش ناخارارها در تاریخ ارمنستان خاوری کمرنگ شد.
ولی در بخش باختری ارمنستان که در آن زمان زیر نفوذ روم بود ناخارارها پایدار ماندند، ولی نقش جنگاوری خود را از دست دادند. با این همه نظام ناخارارها تا تازش مغول بر جای ماند. حتی پس از حملهٔ مغول‌ها هم نمودهایی از ناخارارها تا سدهٔ بیستم در جامعهٔ ارمنستان برجا بود تا آنکه با چیرگی بلشویسم از میان رفت.